# Rajonizm

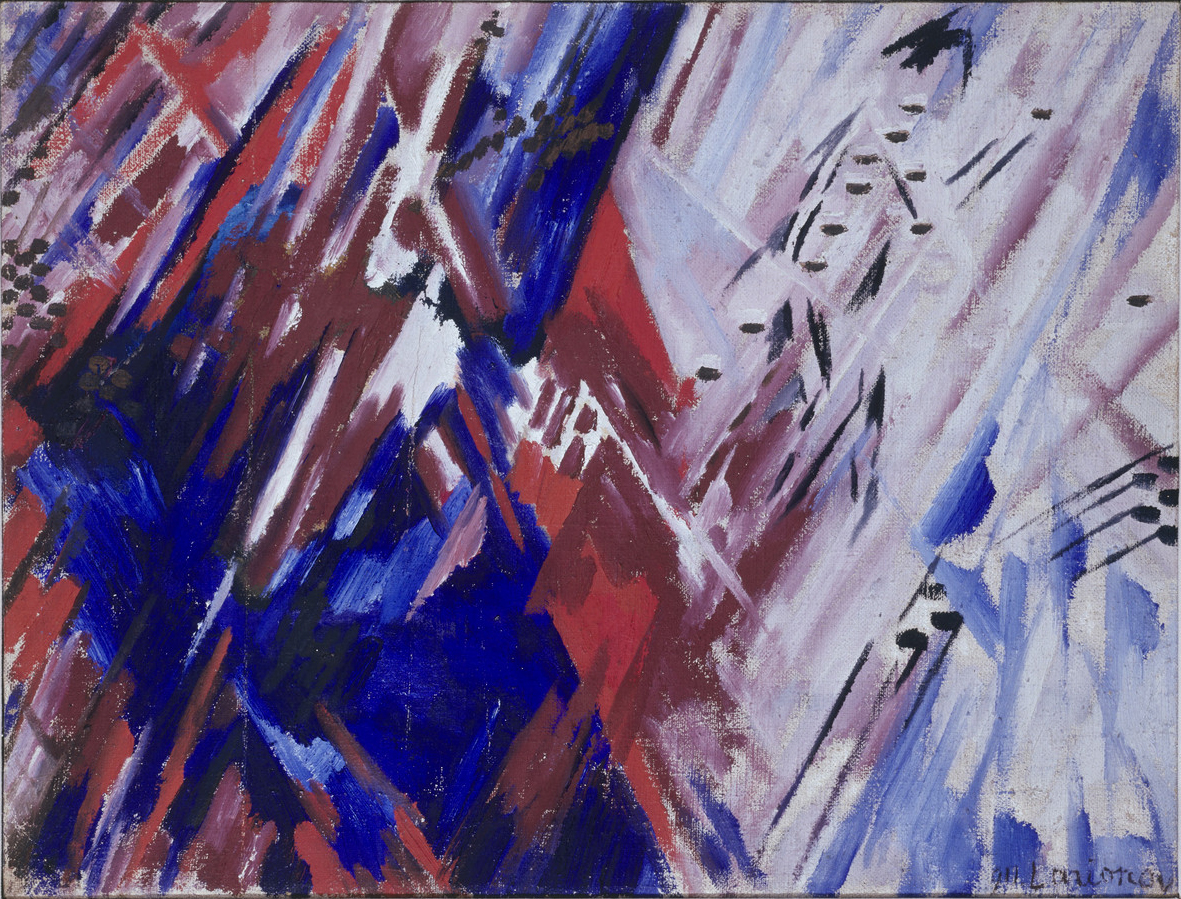
Rot und Blau (aut. Michaił Łarionow, 1911)

Rajonizm, rayonizm, rayism, łuczyzm – efemeryczny kierunek awangardowy, pierwszy kierunek artystyczny o rosyjskich początkach oparty na realizacji założeń programowych. Powołany do życia około 1911 przez Michaiła Łarionowa we współpracy z jego żoną Natalią Gonczarową. Nazwa kierunku pochodzi od słowa „promień”, śledzenie odblasków i promieni świetlnych było inspiracją malarza-rajonisty.
Łarionow twierdził, że pierwszy rajonistyczny obraz namalował w 1909, lecz pierwsze znane obrazy pochodzą z 1912 roku. Początkowo teoria rajonizmu była dość prosta, opierała się na twierdzeniu, że promienie świetlne, odbijając się od powierzchni przedmiotów przecinają się, tworząc nieuchwytną strukturę w przestrzeni, którą artysta może namalować. Te początkowe obrazy były jeszcze przedstawiające.
W 1913 roku odbyła się wystawa Miszeń (Tarcza), na której Łarionow zaprezentował dynamiczne, abstrakcyjne kompozycje, będące realizacją programu (Manifest Rajonistyczny i Futurystyczny) opublikowanego w tym samym roku. W latach 1913–1914 prace rajonistyczne Łarionowa i Gonczarowej były pokazywane na wystawach w Moskwie, Berlinie, Rzymie i Paryżu. Artyści rozwijali swój styl do 1915 roku.
Styl oparty jest na dorobku kubizmu i futuryzmu („promienie” były zainspirowane „liniami sił” występującymi u futurystów), według Łarionowa miał być oryginalnym, rosyjskim wkładem w rozwój tych kierunków. Rajonizm dążył do uwolnienia zagadnień formalnych (koloru i form) spod prymatu treści (przedstawień). Sam Łarionow malował obrazy stricte abstrakcyjne, natomiast Gonczarowa nie stroniła od aluzji do przedstawień figuratywnych.
Łuczyzm posiadał naukowe i metafizyczne inspiracje, Łarionow zgłębiał zagadnienia promieni X i promieniotwórczości, co w połączeniu z koncepcją czwartego wymiaru miało tworzyć filozoficzne uzasadnienie dla malarstwa abstrakcyjnego.
Rajonizm miał kilku kontynuatorów, lecz nie odegrali oni żadnej znaczącej roli, kierunek wywarł jednak wpływ na twórczość Rodczenki i Popowej.